# Distretto di Uzumba-Maramba-Pfungwe
Il distretto di Uzumba-Maramba-Pfungwe è uno dei 9 distretti che compongono la Provincia del Mashonaland Orientale, in Zimbabwe. Ha una popolazione di 124.226 abitanti e una superficie di 2.673 Km².

## Demografia
| Censimento (Anno) | Popolazione      |
| ----------------- | ---------------- |
| 2002              | 104.336          |
| 2012              | 112.611 (+0,77%) |
| 2022              | 124.226 (+1,0%)  |